# Shake It All About
Shake It All About (En kort en lang) ist eine dänische Filmkomödie von Hella Joof aus dem Jahr 2001 mit Mads Mikkelsen in der Hauptrolle.

## Handlung
Jacob ist ein junger Mann, der es gewohnt ist, immer alles zu bekommen, was er möchte. Er lebt seit einigen Jahren in einer glücklichen Beziehung mit Jørgen und auf seiner Geburtstagsfeier fragt Jørgen ihn, ob er ihn heiraten möchte. Jacob akzeptiert, doch noch während der Party küsst Jacob Caroline, seine zukünftige Schwägerin. Was zuerst wie ein Ausrutscher im Alkoholrausch wirkt, entwickelt sich zu einer ernsten Angelegenheit. Denn auch Caroline, deren Mann Tom als Linienpilot arbeitet und fast nie zu Hause ist, fühlt sich zu Jacob hingezogen und so beginnen die beiden eine Affäre.
Jacob ist hin- und hergerissen zwischen Jørgen und Caroline und kann sich nicht entscheiden, mit wem er dauerhaft zusammen leben will. Die Affäre fliegt auf, als Caroline von Jacob schwanger wird. Insbesondere Jacobs Mutter freut sich über diesen Umstand, hatte sie doch schon alle Hoffnungen auf Enkelkinder und eine „normale“ Beziehung ihres Sohnes zu einer Frau aufgegeben.
So wird also die Schwulenhochzeit abgesagt und die Hochzeit von Jacob und Caroline geplant. Doch Jacob ist sich immer noch nicht sicher, ob er mit Caroline alleine glücklich werden wird und versucht sich mit Jørgen auszusprechen und zu versöhnen. Doch dies misslingt, als Jacob in Jørgens Wohnung einen halbnackten jungen Mann antrifft.
Erst als Jacob und Caroline vor dem Altar stehen, wird beiden klar, dass sie einen großen Fehler begehen und sie lieber mit ihren vorherigen Partnern zusammen sein wollen. So stürmt Jacob also aus der Kirche und macht sich auf einem Pferd auf den Weg zum Flughafen, um Jørgen daran zu hindern wegzufliegen. Doch als er am Flughafen ankommt, ist Jørgen schon im Flugzeug und er wird nicht mehr hineingelassen. In seiner Verzweiflung spricht er mit dem Piloten am Telefon und überzeugt diesen den Flug abzubrechen. Jacob und Jørgen versöhnen sich und während sie auf dem Pferd zurück in die Stadt reiten, verlässt Tom mit einem Lächeln das Cockpit des Flugzeugs und kehrt zu Caroline zurück.

## Kritik
„Beziehungskomödie über Irrungen und Wirrungen des (Liebes-)Lebens, die nach etwas chaotischem Anfang in ruhigeres Fahrwasser gerät und trotz einiger dick aufgetragener Klischees durch spielfreudige Darsteller amüsant-nachdenklich unterhält.“

## Auszeichnungen
- 2002: Robert – Bester männlicher Nebendarsteller (Troels Lyby), Bester Song, Bester Ton und Zuschauerpreis für Hella Joof